# Heimat
Pour les articles homonymes, voir Heimat (homonymie).
La « Heimat » ([ˈhaɪ̯maːt] ) est un nom féminin allemand, originellement neutre jusqu'à la fin du XIXe siècle, qu’il est impossible de traduire par un seul mot français, bien qu'il corresponde à un sentiment universellement répandu. Il signifie le pays de notre naissance, mais aussi la maison d’enfance. Ainsi quand on est loin de notre maison natale, on a le mal du pays, le « Heimweh » ([ˈhaɪ̯mˌveː] ), à l'origine le mal des mercenaires suisses qui inspira en 1688 au jeune Alsacien Johannes Hofer le concept de nostalgie dans la thèse secondaire qu'il soutint à l'université de Bâle. Il y eut une époque où la langue allemande opposait « Heimat » à « Elend », la misère. Ce dernier mot vient de l’ancien allemand « ali-lenti » qui signifie littéralement « l’autre pays » ou l’étranger. Vivre « à l’étranger » était donc synonyme de vivre « dans la misère », ce qui définit par extension « Heimat » comme un équivalent du bonheur.
Jusqu'au XVIIe siècle, pour les chrétiens, la misère était même synonyme de l’ici-bas : la « Heimat » était alors l’au-delà, le Paradis. Une personne décédée était donc libérée de cette « misère » et allait « chez elle », « daheim ». Le mot « Heimat » est donc à la fois de la foi religieuse, des souvenirs de quand l’on est enfants, d'un horizon familier. Dans la maxime latine ubi bene, ibi patria (là où on est bien, on est chez soi), « patria » signifie en quelque sorte la mère patrie, donc à la fois le pays des pères et la terre maternelle. Depuis, la « Patrie », en allemand « Vaterland » est devenu un concept politique : elle a des frontières, un drapeau, une capitale et un gouvernement, tandis que la « Heimat » n’a pas de drapeau. C’est, selon Waltraud Legros, « le pays que chacun porte à l’intérieur de soi ».
Depuis le XIXe siècle, nombre de musées locaux (ou municipaux) sont appelés Heimatmuseum.
Le terme connaît actuellement (depuis les années 1970) un regain de popularité en Allemagne, en tant qu'il désigne ce qui relève de l'authenticité.
Le 4 septembre 2005, la chaîne de télévision Arte Tv consacre à ce mot une émission spéciale de Karambolage.